# Aufidus ochraceous
Aufidus ochraceous är en insektsart som beskrevs av Metcalf och James Heathman Horton 1934. Aufidus ochraceous ingår i släktet Aufidus och familjen spottstritar. Inga underarter finns listade i Catalogue of Life.